# 霍奇森角
78°7′S 166°5′E / 78.117°S 166.083°E
霍奇森角（英語：Cape Hodgson），是南極洲的海岬，位於羅斯群島的布萊克島北端，由新西蘭探險隊命名，以英國探險隊的生物學家命名，現時由南極條約體系管理。